# Apicia atia
Apicia atia là một loài bướm đêm trong họ Geometridae.